# سهيل عربي
سهيل عربي (بالفارسية: سهیل عربی) (21 أغسطس 1985 في طهران، إيران ) كاتب ومدوّن إيراني حُكم عليه بالإعدام في إيران عام 2013 بتهمة إهانة النبي محمد في منشوراته عبر منصة فيسبوك يعد أول معتقل إيراني تتخذ السلطات الإيرانية تجاهه خطوة تخفيف عقوبة الإعدام مقابل تهمته؛ حيث تم تخفيف العقوبة في عام 2015 إلى السجن لعدة سنوات مع الزامه بدراسة الشريعة الإسلامية لمدة عامين. فاز سهيل بجائزة حرية الصحافة من  منظمة مراسلون بلا حدود، وهي مظمة تكرم الصحفيين المستقلين الذين واجهوا تهديدات أو السجن بسبب عملهم والذين تحدوا إساءة استخدام السلطة ضدهم.

## الاعتقال والمُحاكمة
اعتقلت قوانت الحرس الثوري الإيراني سهيل في منزله بطهران عام 2013، أمضى شهرين في سجن ايفين تحت الاستجواب، ثم نقل إلى قسم 350 من السجن والذي يخضع مباشرةً للقضاء الإيراني. في 30 أغسطس 2014 حكمت هيئة مكونة من خمسة قضاة من المحكمة الجنائية في طهران على سهيل بالإعدام بتهمة إهانة النبي محمد في ثمانية حسابات على منصة فيسبوك. في 4 سبتمبر 2014 تم تجديد الحكم القضائي بشأن قضية سهيل بمضاعفة العقوبة إلى السجن لمدة ثلاث سنوات بتهمة إهانة المُرشد الأعلى وترويج بروباغندا ضد الدولة عبر منشوراته على فيسبوك. في أواخر سبتمبر 2015 خففت عقوبة الإعدام إلى إلزام المتهم بدراسة الشريعة الإسلامية لمدة عامين والتي تتضمن قراءة 13 كتابًا دينيًا ودراسة اللاهوت والشريعة الإسلامية. تعد هذه المرة الأولى التي يتخذ فيها قرار تخفيف عقوبة الإعدام في إيران.